# Liste der Monuments historiques in Miniac-Morvan
Die Liste der Monuments historiques in Miniac-Morvan führt die Monuments historiques in der französischen Gemeinde Miniac-Morvan auf.

## Liste der Bauwerke
| Bezeichnung                  | Beschreibung | Standort | Kennzeichnung | Schutzstatus | Datum | Bild           |
| ---------------------------- | ------------ | -------- | ------------- | ------------ | ----- | -------------- |
| Allée couverte Four-ès-Feins |              | (Lage)   | PA00090630    | Classé       | 1965  | weitere Bilder |

## Liste der Objekte
| Bezeichnung             | Beschreibung                                | Standort                       | Kennzeichnung | Schutzstatus | Datum | Bild           |
| ----------------------- | ------------------------------------------- | ------------------------------ | ------------- | ------------ | ----- | -------------- |
| Retabel des Hauptaltars | Holz, bemalt und vergoldet, 17. Jahrhundert | in der Kirche St-Pierre (Lage) | PM35000327    | Classé       | 1919  | weitere Bilder |